# Christopher Koskei
Christopher Koskei, noto anche come Christopher Kosgei (14 agosto 1974), è un ex siepista e maratoneta keniota, campione mondiale dei 3000 m siepi a Siviglia 1999.

## Palmarès
| Anno | Manifestazione      | Sede         | Evento         | Risultato | Prestazione | Note |
| ---- | ------------------- | ------------ | -------------- | --------- | ----------- | ---- |
| 1993 | Mondiali di cross   | Amorebieta   | Corsa juniores | Argento   | 20'20"      |      |
| 1993 | Campionati africani | Durban       | 3000 m siepi   | Argento   | 8'24"58     |      |
| 1995 | Mondiali            | Göteborg     | 3000 m siepi   | Argento   | 8'09"30     |      |
| 1999 | Mondiali            | Siviglia     | 3000 m siepi   | Oro       | 8'11"76     |      |
| 1999 | Giochi panafricani  | Johannesburg | 3000 m siepi   | Bronzo    | 8'41"35     |      |

## Campionati nazionali
1996
- 5º ai campionati kenioti, 3000 m siepi - 8'20"76

1999
- Argento ai campionati kenioti, 3000 m siepi - 8'19"4 m

## Altre competizioni internazionali
1994
- 6º all'Amendoeiras em Flor ( Albufeira) - 30'04"

1995
- 4º alla Grand Prix Final ( Monaco), 3000 m siepi - 8'08"53

1997
- 10º alla Grand Prix Final ( Fukuoka), 3000 m siepi - 8'34"63
- 8º al Cross di Alà dei Sardi ( Alà dei Sardi) - 31'42"
- 4º al Cross del Sud ( Lanciano) - 23'35"

1999
- 7º alla Grand Prix Final ( Monaco di Baviera), 3000 m siepi - 8'17"42
- Bronzo ai Giochi mondiali militari ( Zagabria), 3000 m siepi - 8'31"19
- 12º al Giro Media Blenio ( Dongio) - 30'08"
- 17º al Giro al Sas ( Trento) - 34'01"
- 4º al Cross di Alà dei Sardi ( Alà dei Sardi) - 31'06"
- 19º al Nairobi International Crosscountry ( Nairobi) - 12'30"
- 4º al KAAA Crosscountry Meeting ( Kericho) - 10'35"

2000
- 21º al Giro Media Blenio ( Dongio) - 31'57"

2004
- Bronzo alla Maratona di Atene ( Atene) - 2h17'19"

2005
- 10º alla Maratona di Bruxelles ( Bruxelles) - 2h26'01"